# A Little Madonna
A Little Madonna es una película de drama mudo estadounidense de 1914, dirigida por Ulysses Davis.

## Sinopsis
La niña Marie vive aterrorizada por su padre borracho y cruel Guido, su única esperanza es la promesa que le hizo su madre moribunda de que la Virgen siempre la protegería.

## Reparto
- William Desmond Taylor
- Patricia Palmer
- Charles Bennett
- Jane Novak
- Loyola O'Connor
- Anne Schaefer